# سیاره آهنی

مقایسه اندازه سیارات با [http://www.nasa.gov/centers/goddard/news/topstory/2007/earthsized_planets.html ترکیبات مختلف

سیاره آهنی نوعی سیاره است که عمدتاً از هسته‌ای غنی از آهن با گوشته کم یا بدون گوشته تشکیل شده‌است. عطارد بزرگ‌ترین جرم آسمانی از این نوع در منظومه شمسی است (زیرا سایر سیارات زمین‌سان، سیاراتی سیلیکاتی هستند)، با این وجود سیاره‌های فراخورشیدی غنی از آهن ممکن است وجود داشته باشند.
آهن ششمین عنصر فراوان در جهان پس از هیدروژن، هلیوم، اکسیژن، کربن و نئون است.